# کالج سینت جان
کالج سینت جان (به انگلیسی: St. John's College (Annapolis/Santa Fe)) یک کالج هنر در ایالات متحده آمریکا است که در مریلند واقع شده‌است.